# Eunidia argentea
Eunidia argentea är en skalbaggsart som beskrevs av Jérôme Sudre och Teocchi 2002. Eunidia argentea ingår i släktet Eunidia, och familjen långhorningar.
Artens utbredningsområde är Malawi. Inga underarter finns listade i Catalogue of Life.